# Kapos
Kapos ist ein Fluss im südwestlichen Teil Ungarns.

## Verlauf
Die Quelle des Flusses liegt in der Gemeinde Kiskorpád im Kreis Kaposvár im Komitat Somogy. Er verläuft zunächst in östlicher Richtung durch Kaposvár bis nach Dombóvár. Dort ändert sich der Verlauf nach Nordosten in Richtung Pincehely und mündet nicht weit davon in den Fluss Sió. Somit befindet er sich in drei Komitaten Ungarns: dem Komitat Somogy, dem Komitat Baranya und dem Komitat Tolna. Der Fluss hat eine Länge von ungefähr 113 Kilometern.

## Nebenflüsse
Zu den Nebenflüssen zählen: Koppány, Deseda, Orci und der Baranya-Kanal.